# Sali Vercellese
Sali Vercellese je italská obec v provincii Vercelli v oblasti Piemont.
K 31. prosinci 2010 zde žilo 120 obyvatel.

## Sousední obce
Lignana, Salasco, Vercelli